# Chinfrão
O chinfrão, de prata, foi uma moeda portuguesa criada por D. Afonso V. O seu valor era equivalente a 12 reais brancos.